# Ashmore (Anglia)
Ashmore – wieś w Anglii, w hrabstwie Dorset, w dystrykcie (unitary authority) Dorset. Leży 37 km na północny wschód od miasta Dorchester i 152 km na południowy zachód od Londynu. W 2001 miejscowość liczyła 162 mieszkańców.